# Angelo Bonfiglio
Angelo Bonfiglio (Agrigent, 22 de desembre de 1928 - 9 de juny de 2000) fou un polític sicilià.
Llicenciat en dret, era fill de Giulio Bonfiglio, president de l'Assemblea Regional Siciliana el 1951-1955. El 1952 fou escollit regidor municipal d'Agrigent i a la mort del seu pare ocupà el seu escó a les eleccions regionals de Sicília de 1959. Fou reescollit a les eleccions de 1963, 1967, 1971 i 1976. Fou assessor d'obres públiques el 1967-1971, president de l'Assemblea el 1971-1974 i president regional de 1974 a 1978. El seu govern es caracteritzà per l'aperturisme i la solidaritat, i per primer cop un membre del PCI, Pancrazio De Pasquale, fou nomenat president de l'Assemblea Regional Siciliana. En 1978 va ser nomenat president de la Caixa d'Estalvis de Sicília. A les eleccions legislatives italianes de 1983 fou elegit diputat per la DCI per Sicília Occidental, però el 1987 no es presentà a la reelecció.
| Precedit per: Vincenzo Gummarra | Presidents de Sicília 1974 - 1978 | Succeït per: Piersanti Mattarella |